# Louis Figuier
Guillaume Louis Figuier (15 de fevereiro de 1819 em Montpellier - 8 de novembro de 1894 em Paris, 9) foi um escritor francês e divulgador da ciência.
Louis Figuier é o popularizador da ciência mais prolífico do XIX . século, famoso pelo número e qualidade dos artigos de periódicos e livros que publicou de 1848 a 1894. Tendo começado com uma carreira científica promissora em farmácia, química e física, terminou com seu confronto com Claude Bernard em 1854. Após esse fracasso, dedicou-se inteiramente à divulgação, chegando a inventar um teatro científico que não teve o sucesso esperado.

## Principais Publicações

### Ciência
- Memória sobre a origem do açúcar contido no fígado e sobre a existência normal do açúcar no sangue do homem e dos animais, lida na Academia de Ciências em 1855

### Popularização

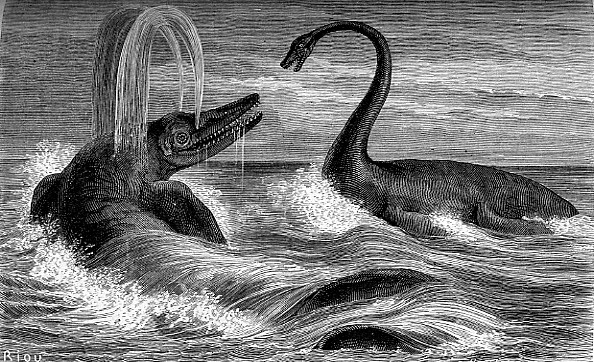
Gravura em A Terra antes do Dilúvio (1863), segundo Édouard Riou.

- História das principais descobertas científicas modernas ( 5 vol. ), Delevigne e Callewaert (Bruxelas), 1851-1857. Texto online disponível no IRIS : volume 1, volume 2, volume 3, volume 4, volume 5 .
- Exposição e história das principais descobertas científicas modernas ( 3 vol. ), V. Masson : Langlois e Leclercq (Paris), 1855. Texto online disponível no IRIS : volume 1, volume 2, volume 3 .
- O Ano Científico e Industrial, 1856-1912. Texto online Textos online disponíveis no IRIS : 1 ano, 8 ano, 9 ano, 11 ano (1866), 13 ano (1868), 14 ano (1869), 16 ano (1872), 18 ano (1874), 22 ano (1878), 26 ano (1882), 27de ano (1883), 29de ano (1885), 30 ano (1886), 31 ano (1887) , 32 ano (1888), 33 ano (1889), 34 ano (1890).
- Alchemy and the Alchemists, um ensaio crítico sobre a filosofia hermética (1854) Texto online da terceira edição, 1860
- Novas aplicações da ciência à indústria e às artes em 1855. Máquina a Vapor, Barcos a Vapor, Locomotivas, Locomoveis, Motores Eléctricos, Relógios Eléctricos, Tecelagem Eléctrica, Electricidade e Caminhos de Ferro, Ignição de Minas, Fotografia, Gravação Fotográfica, Galvanoplastia, Candeeiros, Velas Esteáricas, Iluminação Eléctrica, Aquecimento a Gás, Conservação de Carnes e Legumes, Alumínio. (1856) Texto on-line
- História do maravilhoso nos tempos modernos ( 4 vol., 1859-1862) Texto online 1 2 3 4
- As Grandes Invenções Antigas e Modernas, na Ciência, Indústria e Artes, L. Hachette et Cie (Paris), 1865. Texto online Texto online disponível no IRIS
- Le Savant du foyer ou Noções Científicas sobre os Objetos Habituais da Vida (1862) Texto online
- As Águas de Paris, seu passado, seu estado presente, seu futuro (1862) disponible
- A Terra antes do dilúvio (1863), classificada em 1876 no Tableau de la nature, Texto online Texto online digitalizado por IRIS Texto online digitalizado pelo SCD da Univ. Estrasburgo
- A terra e os mares, ou descrição física do globo (1863) Texto online
- História das plantas (1864), classificada em 1876 no Tableau de la nature, Texto online
- pintura da natureza : A vida e os costumes dos animais : Zoófitos e moluscos (1866)
- Vidas de estudiosos ilustres com uma apreciação sumária de suas obras ( 5 vol. 1866-1870 ). Volume 1 : Scholars of Antiquity (1866) disponível no IRIS ; Vidas de estudiosos ilustres com apreciação sumária de suas obras (Geber, Mesué...), 1867
- As Maravilhas da Ciência ( 6 vol., 1867-1869) Texto online : 1, 2, 3, 4, 5 6 ; textos online disponíveis no IRIS : t. 1, t. 2, t. 3, t. 4 (1867-91) Maravilhas da Ciência, Seis Livros .
- gráfico da natureza : A vida e os costumes dos animais : Mamíferos (1869) Texto online
- Homem Primitivo (1870) (Gallica)
- O Dia Após a Morte, ou a Vida Futura Segundo a Ciência (1871) (online na Gallica, décima primeira edição)
- As raças humanas (1873) Texto on-line

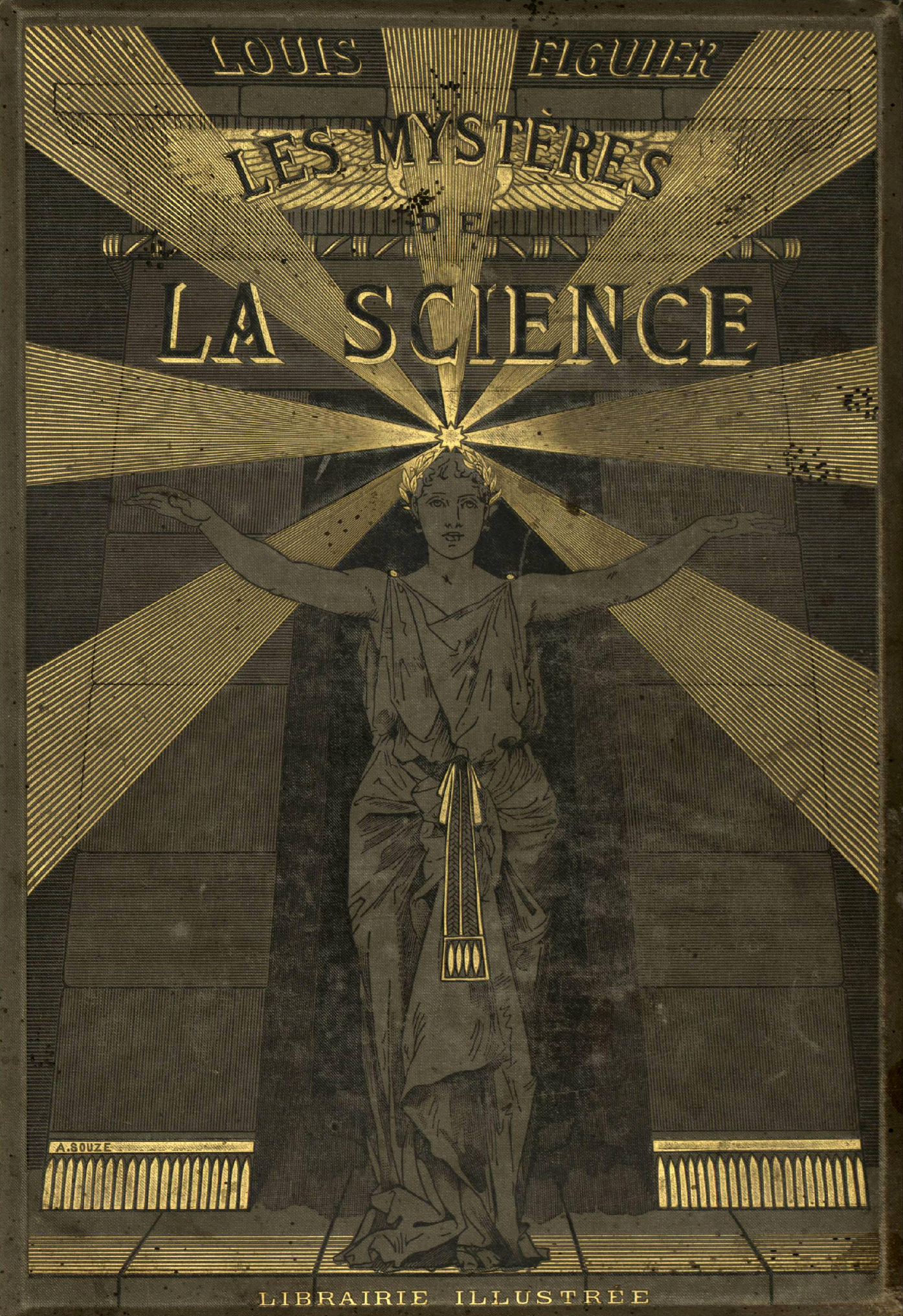
Capa de Mistérios da Ciência de Louis Figuier.

- The Marvels of Industry ( 4 vol., 1873-1876) Texto online 1 2 3 4 ; textos online disponíveis no IRIS : volume 1, volume 2, volume 3, volume 4 .
- As Seis Partes do Mundo, peça em cinco atos (1878)
- Cenas e imagens da natureza (1879) Texto online da décima segunda edição, 1920, disponível em Scientifica.
- As grandes invenções modernas na ciência, na indústria e nas artes, L. Hachette et Cie (Paris), 1880. Texto online disponível no IRIS
- Aeróstatos (1881) Texto online
- A arte da iluminação (1882) Texto on-line
- Denis Papin, drama em cinco atos (1882) [3]
- The New Conquests of Science ( 4 vol., 1883-1885) Texto online 1 2 3 4
- O telefone, sua história, sua descrição, seus usos (1885)
- Conhece a ti mesmo : noções de fisiologia para o uso de jovens e pessoas do mundo, Hachette (Paris), 1886. Texto online disponível no IRIS
- The Metropolitan Railways, Londres, Nova York, Filadélfia, Berlim, Viena e Paris (1886)
- Os mistérios da ciência : hoje, livraria Illustrated (Paris). Texto online disponível no IRIS
- Os mistérios da ciência : antigamente, Livraria Ilustrada (Paris). Texto online disponível no IRIS
- As Novas Conquistas da Ciência, ( 1 vol. ) [sn ], Paris. Texto online disponível no IRIS
- pintura da natureza : A vida e os costumes dos animais : Peixes, Répteis e Aves (1888) Texto online
- Ciência no Teatro, 2 vol., 1889.
  - Dramas : Gutemberg ; Dennis Papin . — Kepler, ou Astrologia e Astronomia . — As Seis Partes do Mundo, Tresse e Stock, 1889. texto on-line
  - comédias : Casamento de Franklin . — O Jardim do Trianon . — Senhorita Telégrafo . — A Primeira Viagem Aérea . — A República das Abelhas . — A Mulher antes do Dilúvio . — O Sangue de Turco . — Procure Morango, Trança e Estoque. texto on-line
  - outras comédias : A Forja de Saint-Clair . — As Manias de M. Lédredon .
- O dia após a morte ou a vida futura de acordo com a ciência (1889) Texto online
- Felicidade além da sepultura (1892)